# Iwerne Minster
Iwerne Minster est une paroisse civile et un village du Dorset, en Angleterre.